# حجرية سوداء الثمر
الحجرية سوداء الثمر نوع من جنس حجرية من النباتات المزهرة في العائلة الخلنيجة ذو شبه دائري في نصف الكرة الشمالي. عادة ما يكون ثنائي المسكن ، ولكن هناك نوع فرعي رباعي الصيغة الصبغية ثنائي الجنس، والتي توجد في المناطق الشمالية وعلى ارتفاعات أعلى.